# Uropterygius inornatus
Uropterygius inornatus es una especie de pez de la familia de los morénidas en el orden de los Anguilliformes.

## Morfología
Los machos pueden llegar a alcanzar los 19 cm de longitud total.

## Distribución geográfica
Se encuentran en las Islas Chagos, Islas Molucas, Islas Marshall, Tonga, Pitcairn y Hawái.